# 혼다 다다토모 (1582년)
혼다 다다토모(일본어: 本多忠朝, 덴쇼 10년(1582년) ~ 게이초 20년 음력 5월 7일(1615년 6월 3일))는 아즈치모모야마 시대부터 에도 시대 초기까지의 다이묘이다. 가즈사 오타키번 제2대 번주.
| 전임 (혼다 다다카쓰) | 제2대 오타키번 번주 (혼다가) 1601년 ~ 1615년 | 후임 혼다 마사토모 |